# Cărănzel
Cărănzel – wieś w Rumunii, w okręgu Bihor, w gminie Lăzăreni. W 2011 roku liczyła 104 mieszkańców.